# Gerhard Schiller
Gerhard Schiller (* 17. April 1949 in Stuttgart) ist ein deutscher Schwimmer und Olympiateilnehmer. Der 1,79 m große und 65 kg schwere Athlet startete für die SSF Bonn.
1971 wurde er Deutscher Meister über 100 m Freistil.
Schiller nahm an den Olympischen Spielen 1972 in München teil.
- Über 100 m Freistil scheiterte er mit 54,28 s schon im Vorlauf. Um sich für das Semifinale zu qualifizieren, hätte er 4 Hundertstelsekunden schneller sein müssen.
- Ferner bestritt er die Vorläufe für zwei Staffeln:
  - 4 × 100-m-Freistilstaffel (Besetzung: Klaus Steinbach, Werner Lampe, Rainer Jacob, Hans Faßnacht, Gerhard Schiller, Hans-Günther Vosseler und Kersten Meier); die Staffel belegte in 3:33,90 min Platz 6. Gold ging an die USA, die in 3:26,42 min Weltrekord schwammen.
  - 4 × 200-m-Freistilstaffel (Besetzung: Klaus Steinbach, Werner Lampe, Hans-Günther Vosseler, Hans Faßnacht, Gerhard Schiller und Folkert Meeuw); die Staffel holte sich in der Europarekordzeit von 7:41,69 min die Silbermedaille. Gold gewannen auch hier die USA in der Weltrekordzeit von 7:35,78 min.

Heute ist Schiller als Seniorensportler erfolgreich und startet für den SV Cannstatt.
- Bei den Weltmeisterschaften der Masters im Jahr 2010 in Göteborg gewann er vier Medaillen: Gold über 50 und 100 m Freistil sowie Silber über 200 m Freistil und 50 m Delfin.
- Im Jahr 2014 gelangen ihm in der Altersklasse der 65-Jährigen zwei Europarekorde:
  - über 50 m Freistil in 28,45 s und
  - über 100 m Freistil in 1:02,89 min